# Carmarthen (zatoka)
Carmarthen (ang. Carmarthen Bay, wal. Bae Caerfyrddin) – zatoka u południowo-zachodniego wybrzeża Walii (Wielka Brytania), stanowiąca część Kanału Bristolskiego (Ocean Atlantycki). Oblewa od południowego wschodu półwysep Pembroke, a od zachodu półwysep Gower. Nad zatoką położone są miejscowości Tenby i Saundersfoot, obie na jej zachodnim wybrzeżu. Uchodzą do niej rzeki Towy (Tywi), Taf oraz Loughor (Llwchwr), tworząc estuaria. W zachodniej części zatoki znajduje się wyspa Caldey. 